# Seyna Seyn
Seyna Seyn, née Sylvia Short en 1941, est une actrice anglo-birmane, active surtout dans le cinéma italien dans les années 1960 et 1970.

## Filmographie
Sauf indication contraire, les informations mentionnées dans cette section peuvent être confirmées par la base de données cinématographiques IMDb,  présente dans la section « Liens externes ».
- 1963 : Les filous font la loi (Gli imbroglioni) de Lucio Fulci, segment Medico e fidanzata : fille orientale
- 1964 : Le Temple de l'éléphant blanc (Sandok, il Maciste della giungla) d'Umberto Lenzi : Sara
- 1964 : Les Martiens ont douze mains (I marziani hanno 12 mani) de Franco Castellano et Giuseppe Moccia : fille asiatique
- 1964 : 002 Agents secrets (002 agenti segretissimi) de Lucio Fulci : agent chinois
- 1965 : Agent 3S3, passeport pour l'enfer (Agente 3S3: Passaporto per l'inferno), de Sergio Sollima : Jacky Vein
- 1965 : Casanova 70 (Casanova '70) de Mario Monicelli : hôtesse de l'air indonésienne[2]
- 1965 : Juliette des esprits (Giulietta degli spiriti) de Federico Fellini : masseuse (non créditée)
- 1965 : Agente segreto 777 - Operazione Mistero d'Enrico Bomba : Dr Serens
- 1965 : Un tango dalla Russia de Cesare Canevari : Katya
- 1966 : Tabú de Javier Setó : Anahita (orthographiée Seyna Sein)
- 1966 : Ramdam à Rio (Se tutte le donne del mondo... (Operazione Paradiso)) de Henry Levin et Dino Maiuri : Wilma Soong[1]
- 1966 : New York dans les ténèbres (Perry Grant, agente di ferro) de Luigi Capuano : Sonia
- 1966 : Tilt à Bangkok (Ray Master l'inafferrabile) de Vittorio Sala : Princesse Ratana
- 1966 : Je ne fais pas la guerre, je fais l'amour (Non faccio la guerra, faccio l'amore) de Franco Rossi : Violetta
- 1967 : Le 7 cinesi d'oro de Vincenzo Cascino : agent vietnamien
- 1967 : Flashman contre les hommes invisibles (Flashman) de Mino Loy : Flower
- 1968 : Pas de roses pour O.S.S. 117 (Niente rose per OSS 117) de Renzo Cerrato, Jean-Pierre Desagnat et André Hunebelle : réceptionniste
- 1971 : Notre héros retrouvera-t-il le plus gros diamant du monde ? (Riuscirà il nostro eroe a ritrovare il più grande diamante del mondo?) de Guido Malatesta : Lulu Mao
- 1973 : Li chiamavano i tre moschettieri... invece erano quattro de Silvio Amadio : Li Yang, femme de D'Artagnan
- 1973 : Hercule contre Karaté (Ming, ragazzi!) d'Antonio Margheriti : Mig-Not
- 1976 : L'unica legge in cui credo de Claudio Giorgi : Zael (non créditée)
- 1977 : L'Éveil des sens d'Emy Wong (Il mondo dei sensi di Emy Wong) de Bitto Albertini : maquerelle du bordel (non créditée)